# 藤森康男
藤森 康男（ふじもり やすお、1907年（明治40年）11月28日 - 1995年  (平成7年)   7月6日 ）は、日本海軍軍人。海兵56期卒業。最終階級は海軍中佐。

## 生涯
1907年11月28日長野県諏訪郡湖南村（現諏訪市）に生まれる。諏訪中学を経て、1925年（大正14年）4月海軍兵学校56期に入校。1928年3月、同校を席次111名中16番で卒業。少尉候補生として練習航海に出発。1929年11月少尉任官。1931年12月中尉。1934年11月大尉。1936年12月潜水艦学校乙種卒業。1937年12月伊号第二十三潜水艦水雷長。1938年7月伊号第六十四潜水艦水雷長。1939年伊号第七十五潜水艦水雷長。11月少佐、第七六号掃海艇長。1940年4月24日海軍大学校甲種38期に入学、10月15日大学教育が中断される。
1941年7月15日呂号第六十潜水艦長に就任。12月8日、太平洋戦争開戦時は第7潜水戦隊第26潜水隊所属としてクェゼリンで待機。12月18日、クェゼリンを出航しウェーク島攻略作戦に参戦するが、12月29日クェゼリン環礁北端で座礁し船体を損傷する。12月31日、潜水母艦「迅鯨」による救難が試みられるが断念し、船体を切断後海没処分。藤森艦長以下乗員66名全員は「迅鯨」に移乗した。1942年2月1日伊号第百二十一潜水艦長に就任。2月アラフラ海で気象偵察に従事し3月21日呉港に帰港する。1942年12月1日、海軍大学が再開、1943年6月2日38期を卒業。
1943年6月1日、軍令部出仕兼部員。11月1日、作戦部作戦課潜水艦部員兼海大教官。1944年5月1日、中佐。
水陸両用戦車「特四式内火艇」を使用して潜水艦から水中で発進し、潜水艦防止網を越えるために上陸した後、再び潜水して泊地にある米艦隊を攻撃する竜巻作戦を考案。軍令部潜水艦担当作戦課員の藤森は「このような構想はガ島撤退の直後から従来の正攻法に対しもっと奇襲作戦を考えようというのが出発点で、防潜網を乗り越えて攻撃できないかと考えていた。十八年末ごろ、呉工廠の考案を知り特四式内火艇の実験を行ない一応の成果を得た」という。呉海軍工廠造船実験部に勤務中の堀元美技術少佐は、ガ島輸送作戦の戦訓から輸送用の水陸両用戦車を考案していた。また、海軍省軍務局局員吉松田守中佐によれば「ケゼリン来攻直後の朝六時半ごろ、黒島亀人軍令部第二部長に呼び出され、大発に魚雷を積んでリーフを越えて攻撃する案を突然言われた。黒島部長の構想は潜水艦九隻に各二隻ずつ積み奇襲作戦を実施するもので、四隻試作し甲標的の搭乗員を充当し、情島にQ基地を作り訓練を開始した」という。これらの回想から特四式内火艇は藤森部員の発想をマーシャル在泊の米機動部隊攻撃のために黒島亀人部長が取り上げ実験するに至ったものと戦史叢書は推測している。
1944年1月末、アメリカ軍はマーシャル諸島への侵攻を開始し、2月上旬には同地区を勢力下に治めた。この攻撃に対する反攻計画として雄作戦が立案された。この作戦で航空作戦とともに竜巻作戦が予定されていた。しかし、海軍乙事件によって雄作戦案は消滅する。また、1944年夏に予定されていたあ号作戦計画に竜巻作戦が取り入れられたが、中止された。4月26日本作戦について中部太平洋方面艦隊司令長官南雲忠一中将は情勢に適応しないとの理由で反対を表明したが、連合艦隊司令部は既定の計画に従って5月3日「あ」号作戦命令の一部として発令した。しかし、特四式内火艇にエンジンの轟音、低速、キャタピラが小石で破損するなど性能上の欠陥があることが分かり、5月12日本作戦の実施は不可能と判断され、延期された。
1943年末、黒木博司大尉らが人間魚雷（後の回天）を軍令部の藤森と海軍省軍務局第一課の吉松田守中佐に請願する。1943年12月28日ごろ、藤森は軍令部総長永野修身にこの人間魚雷を上申するが、永野は「それはいかんな」と却下した。しかし、その後に脱出装置を条件に試作が認められ、最終的には脱出装置のない特攻兵器回天として採用され、藤森はその関係業務に携わる。
回天による特攻作戦である玄作戦が藤森によって計画される。当初目標はマーシャル泊地として連合艦隊を強く指導した。決行は月明期の10月28日から11月4、5日とし、目標は空母とし、潜水艦で近づき回天を射出する。目標戦果は空母5隻とした。9月27日藤森は中澤佑軍令部第一部長に決行を11月3日とし作戦内容を報告する。また藤森は回天について「回天は命中確度75パーセント。兵器性能から価値極めて高い」と報告している。しかし準備、訓練が予定通りいかず延期された。結局隠密重視から闇夜に動き翌朝攻撃とし11月20日から玄作戦は実行されていった。
1945年4月15日、兼特兵部員。4月20日、兼軍務局員兼教育局員。
8月、終戦。予備役編入。
1947年11月28日、公職追放の仮指定を受けた。